# Dalton Trail

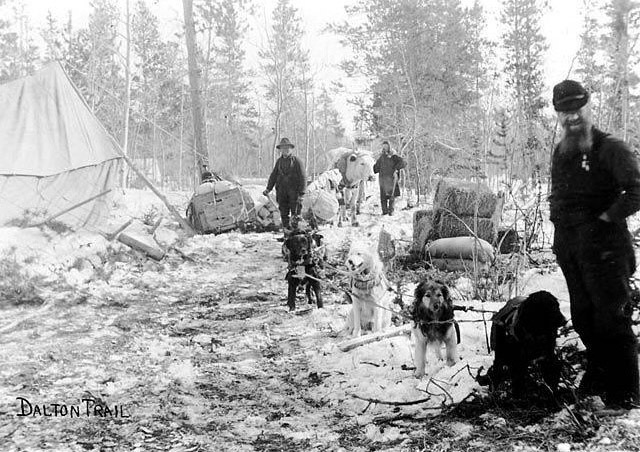
Goldsucher auf dem Dalton-Trail um 1900

Der Dalton Trail war ein Handelsweg in Kanada, der zwischen einem Stamm der Tlingit an der Küste und einem Stamm der Athabaska im Binnenland entstand und ab etwa 1892 von weißen Siedlern ausgebaut wurde. 
Maßgeblich am Ausbau beteiligt war der Vater des Bauingenieurs James W. Dalton, John „Jack“ Dalton (* 25. Juni 1856 in Bruce County, Ontario, † 16. Dezember 1944 in San Francisco), der den gebührenpflichtigen Dalton Trail für den Viehtransport zwischen dem Lynn Canal und den Bergbausiedlungen am Yukon River zugänglich machte. Nach dem Vater ist der Trail benannt.
Der Trail verband die Küste westlich von Haines bei Pyramid Harbor mit dem Handelsposten Fort Selkirk im Yukon-Territorium und wurde während der Zeit des Goldrausches in Alaska von Goldsuchern genutzt und damit bekannt gemacht.
Die Längenangaben des Pfades schwanken zwischen 246 und 305 Meilen (etwa 400 bis 490 Kilometer); es gab offenbar zu verschiedenen Zeitpunkten verschiedene Wegführungen. Allen Wegführungen gemeinsam war aber die Nutzung des Chilkat Pass mit einer Höhe von 1070 m zur Überquerung eines Gebirgszuges zwischen den Flüssen Klehini River und Kelsall River. 
Der Trail wurde ursprünglich nach dem hauptsächlichen Handelsprodukt, dem Tran des Kerzenfisches, als Grease trail bezeichnet, aber kurz vor 1900 von Prospektoren nach John „Jack“ Dalton, einem 1880 aus Kanada eingewanderten Abenteurer, umbenannt, der ab 1891 die Gegend erkundete und um 1896 den Handelspfad, der bis zu diesem Zeitpunkt in sehr schlechtem Zustand war, von Pyramid Harbor bis zum Fuß des Chilkat Pass über eine Länge von 60 Meilen (etwa 110 Kilometer) ausbaute, für Packpferde und zum Teil für Karren nutzbar machte und mehrere Raststation errichtete. Eine davon wurde nach ihm als Dalton Post benannt. Eine Volkszählung am 4. Oktober 1898 stellte für diesen Posten eine Bevölkerung von 3 weißen Siedlern und mehr als 100 Angehörigen des in der Gegend ansässigen Volkes der Stick fest.
Mit dem Ausbau des Pfades durch Dalton wurde das Handelsmonopol der Tlingit gebrochen. Bereits um 1900 verlor der Pfad aber an Bedeutung, nachdem die benachbarte White Pass and Yukon Railway fertiggestellt war.
Heute ist der Trail zum Teil als Wanderroute nutzbar; weitere Teile, besonders im Bereich des Chilikat Pass, werden vom Haines Highway genutzt.